# White Noise (álbum)
White Noise es el álbum debut de la banda estadounidense de rock alternativo PVRIS. 
PVRIS se formó como una banda de metalcore de cinco miembros en Lowell, Massachusetts en 2012. A partir de esa banda, se convirtió en una de cuatro miembros, los cuales eran la vocalista y guitarrista Lyndsey Gunnulfsen, el guitarrista Alex Babinski, el bajista Brian Macdonald y el baterista Brad Griffin. Al traer pop y elementos electrónicos en su música, la banda lanzó un EP homónimo. Después de ganar un concurso, la banda tocó una semana en el Warped Tour, después de esto, Griffin dejó la banda. El grupo firmó con los sellos discográficos Rise Records y Velocity Records en junio de 2014. White Noise fue grabado con el productor Blake Harnage. Harnage ayudaría a coescribir varias canciones en el álbum con Gunnulfsen; Sierra Kusterbeck, vocalista de VersaEmerge, ayudó a coescribir algunas canciones con Harnage y Gunnulfsen. 
"St. Patrick" fue lanzado como sencillo más tarde ese mes. En septiembre, un video musical fue lanzado para "My House". Un mes más tarde, la canción se puso a disposición para la transmisión. White Noise fue lanzado en noviembre a través de Rise y Velocity. Recibió críticas positivas, el álbum alcanzó en el top 100 en los Estados Unidos y en el Top 200 en el Reino Unido. También alcanzó en el Top 20 en varias listas de Billboard. El álbum clasificado en las listas de varias publicaciones de fin de año. En marzo de ese año, el grupo lanzó el video musical de la canción "White Noise" y luego tuvieron una gira de apoyo en el Reino Unido, donde la banda anunció un par de fechas como cabeza de cartel que se agotó en poco tiempo. A principios de julio, un video musical fue lanzado para "Holly", y más tarde ese mes, un video musical fue lanzado para "Fire".

## Antecedentes
PVRIS se formó en Lowell, Massachusetts a finales de 2012 bajo el Nombre de "Operation Guillotine". Originalmente eran una banda de metalcore de 2012, que consta de cinco miembros. Su alineación de pronto cambió al vocalista / guitarrista Lyndsey Gunnulfsen, el guitarrista Alex Babinski, el bajista Brian Macdonald y el baterista Brad Griffin. Babinski había estado previamente en I Am the Fallen. Cuando la banda entró al estudio de su sonido ha cambiado drásticamente, la incorporación de pop y elementos electrónicos en su música.] Gunnulfsen afirmó esta incorporación se hizo inconscientemente.  En marzo de 2013, la banda lanzó un EP homónimo.  Más tarde ese año, la banda tocó una semana en Batalla de Ernie Ball de la etapa de Bandas en el Warped Tour tras ganar un concurso.  A finales del verano, Griffin dejó la banda.  La banda continuó The Rise Up Tour apoyando Un Skylit Drive en septiembre y octubre. "My House", "St Patrick" y "Fire" todo llegó en el top 20 de la lista de singles independientes Breakers Gráfico en el Reino Unido.

## Lista de canciones
En junio de 2014 antes de tocar en la Batalla de las Bandas para Warped Tour, PVRIS firmó con Rise Records y Velocity. La banda se firman originalmente para un sello discográfico diferente, pero Kellin Quinn de Sleeping with Sirens escucho el material del grupo y afirmó que debería "llegar a un acuerdo con Rise".  Un video musical fue lanzado para "St Patrick" el 24 de junio, que fue dirigida por Raúl Gonzo.  La canción fue lanzado como single en el mismo día. A principios de septiembre, la banda fue de soporte a Emarosa en el Up Close and Personal Tour.  El 22 de septiembre, la banda anunció su primer álbum, White Noise, para su liberación. lista La pista y obras de arte se reveló también.  Un día después, un video musical fue lanzado para "My House", que fue dirigida por Gonzo. El video muestra a la banda caminando por una casa, antes de que empiecen a nadar en una piscina oscura. Las escenas de la piscina se filmaron más de tres y cuatro horas en el norte de California en marzo. La banda hizo de soporte para Mayday Parade en octubre y noviembre en The Honeymoon Tour. El 16 de octubre, la canción se puso a disposición para la transmisión. El 30 de octubre, "White Noise" se puso a disposición para la transmisión. El álbum fue lanzado el 4 de noviembre a través de Rise and Velocity.
El 10 de enero el año 2015 una vinilo de 7 fue puesto en libertad con" St. Patricio "y una versión acústica de la canción como el lado B. Entre enero y marzo, la banda hicieron de soporte a Pierce the veil y Sleping with sirens en su gira coprotagonizada en los EE. UU. El 25 de marzo, un video musical fue lanzado para "White Noise", que fue dirigida por Gonzo. Para el video, Gonzo y Gunnulfsen de acuerdo en que el video debe rendir homenaje a la Poltergeist película.  La banda estuvo de gira en el Reino Unido en abril haciendo soporte a Lower Than Atlantis. Alrededor de esta gira, la banda anunció dos fechas cabeza de cartel, los cuales se agotaron en cuestión de segundos. La banda recibió el apoyo de The Light You Up y Twin Wild para estas dos fechas.  La banda salió de la edición 2015 del Warped Tour.  El 2 de julio de 2015 un video musical fue lanzado para "Holy", que fue dirigida por Gonzo.  El 21 de julio, un video musical fue lanzado para "Fire".  La banda se establecen para hacer soporte a Circa Survive en Australia en septiembre. La banda se establecen para hacerd de soporte para Bring Me the Horizon en los EE. UU. en octubre.
Todas las canciones escritas por Lyndsey Gunnulfsen y Blake Harnage, a excepción de "Holy", "Fire" y "Eyelids", escrito por Gunnulfsen, Harnage y Sierra Kusterbeck.

Todas las letras escritas por PVRIS, toda la música compuesta por PVRIS. 
| N.º   | Título        | Duración |  |
| 1.    | «Smoke»       | 3:05     |  |
| 2.    | «St. Patrick» | 4:20     |  |
| 3.    | «My House»    | 4:02     |  |
| 4.    | «Holy»        | 4:55     |  |
| 5.    | «White Noise» | 4:22     |  |
| 6.    | «Fire»        | 3:49     |  |
| 7.    | «Eyelids»     | 5:07     |  |
| 8.    | «Mirrors»     | 3:24     |  |
| 9.    | «Ghosts»      | 3:40     |  |
| 10.   | «Let Them In» | 3:32     |  |
| 40:16 |               |          |  |

## Personal
| PVRIS - Lynn Gunn – voz principal, guitarra - Brian MacDonald – bajo, armonías vocales - Alex Babinski – guitarra, teclados Músicos adicionales - Chris Kamrada – batería - Sierra Kusterbeck – voz secundaria en "Smoke", "My House", "Fire", "Ghosts" y "Let Them In" - Blake Harnage – voz secundaria en "St. Patrick", "White Noise" y "Let Them In"; sintetizador, guitarra | Producción - Blake Harnage – productor, ingeniería - Jeff Juliano – remezclas - Chris Athens – remasterización - David Cook – ingeniero asistente - Maika Maile – ingeniería de percusión - Andrew Eliot – edición adicional - Chris Curran – edición adicional |

## Posición en las listas
| Lista (2014–16)                 | Posición |
| ------------------------------- | -------- |
| UK Albums Chart                 | 55       |
| UK Independent Albums           | 13       |
| UK Independent Album Breakers   | 12       |
| UK Rock & Metal Albums          | 20       |
| US Billboard 200                | 88       |
| US Billboard Alternative Albums | 6        |
| US Billboard Independent Albums | 6        |
| US Billboard Top Album Sales    | 51       |
| US Billboard Top Rock Albums    | 11       |
| US Billboard Vinyl Albums       | 3        |